# ویژ
ویژ (به لاتین: Věž) یک منطقهٔ مسکونی در جمهوری چک است که در شهرستان هاولیچکوف برود واقع شده‌است. ویژ ۱۴٫۴۳ کیلومتر مربع مساحت و ۸۲۵ نفر جمعیت دارد و ۵۳۸ متر بالاتر از سطح دریا واقع شده‌است.